# Ciné Policier
Ciné Policier est une série télévisée française en 39 épisodes de 30 minutes, en noir et blanc, diffusée en 1959 sur R.T.F. Télévision.

## Distribution
- Pierre Goutas : L'inspecteur Girard
- Elisabeth Briand : Agnès

## Commentaires
Réalisées par Pierre Goutas, sur un scénario de Louis C. Thomas, auteur de romans policiers qui écrivit également de nombreux épisodes des Cinq dernières minutes, les enquêtes de l'inspecteur Girard n'ont pas connu le succès de celles du commissaire Bourrel.